# The Answer (film 1980)
The Answer è un cortometraggio del 1980 scritto e diretto da Spike Lee.

## Trama
Un regista afroamericano ottiene un budget di 50 milioni di dollari per realizzare un remake di La nascita di una nazione.

## Produzione
Girato in 16 mm, il corto è stato realizzato durante il primo anno di Spike Lee alla New York University. La storia è fortemente critica verso La nascita di una nazione, diretto da David Wark Griffith, ritenuto da Spike Lee un film razzista che fa l'apologia del Ku Klux Klan.

## Accoglienza
Per i suoi contenuti ritenuti provocatori, il cortometraggio creò grandi polemiche all'università.